# Thomas Gebauer (Fußballspieler)
Thomas Gebauer (* 30. Juni 1982 in Augsburg, Deutschland) ist ein ehemaliger österreichischer Fußballtorwart und -trainer. Aktuell ist Thomas Gebauer als Sportdirektor tätig. Der gebürtige Deutsche besitzt seit Oktober 2012 die österreichische Staatsbürgerschaft.

## Karriere

### Als Spieler
Gebauer begann seine Fußballerkarriere in der Jugend des TSV Meitingen in Bayern. 2001 wechselte er in die deutsche Oberliga zum TSV Aindling. 2004 ging es weiter in die Regionalliga Süd zu den Amateuren des TSV 1860 München, für die er ein Jahr lang das Tor hütete. Nach einem weiteren Jahr beim SpVgg Bayreuth in der deutschen Regionalliga Süd wechselte er zum Bundesligisten SV Ried nach Österreich. Bei den Riedern war er bis zur Verletzung des Stammtorwarts Hans-Peter Berger im Dezember 2007 Ersatztorhüter. Seit diesem Zeitpunkt ist Gebauer die Nummer eins im Tor der Rieder. Sein Debüt in der Bundesliga hatte Gebauer bereits ein Jahr zuvor in der Saison 2006/07 beim 1:1-Remis gegen den FK Austria Wien am 27. August 2006 absolviert. Nach der Saison 2008/09 wurde er zum besten Torhüter der österreichischen Bundesliga gewählt. Am Ende der Saison 2010/11 wurde er mit der SV Ried österreichischer Pokalsieger.
Mit Ried stieg er 2017 aus der Bundesliga ab. Zur Saison 2018/19 wechselte er zum Bundesligisten LASK, bei dem er einen zunächst bis Juni 2021 laufenden Vertrag erhielt, der anschließend bis Juni 2022 verlängert wurde. Im Mai 2022 verlängert der Tormann, der mittlerweile zusätzlich als Teammanager des LASK tätig war, seinen Kontrakt erneut um eine weitere Spielzeit. Nach fünf Jahren als Ersatztormann beim LASK beendete er anschließend nach der Saison 2022/23 seine Karriere.
Im Jänner 2024 legte er, inzwischen Co-Trainer in Amstetten, seinen Spielerpass zum Zweitligisten und stand im Februar 2024 als Ersatztorwart erstmals im Spieltagskader.

### Als Trainer
Bereits als Spieler beim LASK fungierte er in der Saison 2019/20 als Co-Trainer der U-15-Mannschaft in der Akademie der Linzer. Zur Saison 2021/22 wurde er dann Co-Trainer von Patrick Enengl bei der U-18-Mannschaft. Diese Funktion hatte er bis zur Winterpause inne. Im Oktober 2023 wurde er nach seinem Karriereende als Spieler Co-Trainer von Enengl beim Zweitligisten SKU Amstetten.

## Erfolge
- ÖFB-Cup: 2010/11